# لیوینیا
لیوینیا (پرتغالی: Leivinha؛ زادهٔ ۱۱ سپتامبر ۱۹۴۹) بازیکن فوتبال اهل برزیل است.
از باشگاه‌هایی که در آن بازی کرده‌است می‌توان به باشگاه ورزشی پورتوگیزا، باشگاه فوتبال پالمیراس، باشگاه فوتبال اتلتیکو مادرید، و باشگاه فوتبال سائو پائولو اشاره کرد.
وی همچنین در تیم ملی فوتبال برزیل بازی کرده‌است.